# فأر باولي
فأر باولي (الاسم العلمي: Mus baoulei) (بالإنجليزية: Baoule’s Mouse)‏ هو نوع من الحيوانات يتبع جنس الفأر من الفصيلة الفأرية.